# Estret de Bougainville

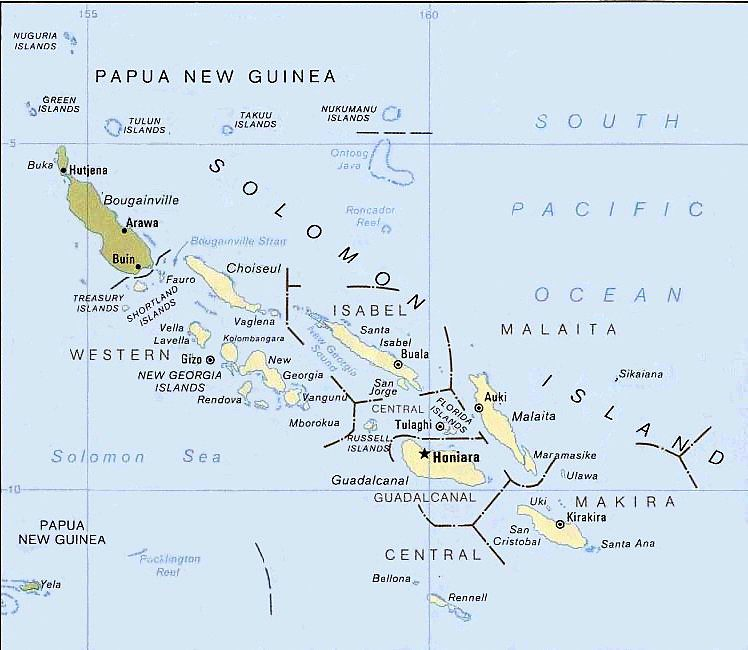
Estret de Bougainville i Illes Salomó.

L'estret de Bougainville és un estret separa l'illa de Choiseul de l'illa de Bougainville. Tant l'illa com l'estret reben el nom de Louis Antoine de Bougainville, que l'any 1768 va ser el primer europeu a navegar per aquestes aigües. El tinent John Shortland de la Royal Navy va navegar per l'estret el 1788, donant el nom d'Illes del Tresor a les nombroses illes que es trobaven a l'estret, estret inclòs, malgrat que el nom de Bougainville va prevaldre.
L'estret de Bougainville forma part de la ruta de navegació per a la navegació mercant des de l'estret de Torres fins al canal de Panamà. És una de les tres rutes principals per a la navegació mercant a través de les Illes Salomó; les rutes són l'estret de Bougainville i l'estret Indispensable que uneixen l'oceà Pacífic, la mar de Salomó i la mar de Coral; i l'estret de Manning que enllaça el Pacífic amb l'Estret de Nova Geòrgia, que també es coneix com 'The Slot', a través del qual vaixells navals japonesos reabasteien la guarnició de Guadalcanal durant la Guerra del Pacífic.